# Heinrich Ziegler
Heinrich Ziegler (ur. 31 sierpnia 1891 w Bad Cannstatt, zm. 3 grudnia 1918 we Frankfurcie nad Menem) – szermierz (florecista i szpadzista) reprezentujący Cesarstwo Niemieckie, uczestnik letnich igrzysk olimpijskich w 1912 roku.
Zginął w trakcie I wojny światowej. 